# Serge Chauvin

Serge Chauvin, né le 21 juillet 1966 à Palaiseau, est un traducteur et critique de cinéma français, professeur des universités en littérature et cinéma américains à l'université Paris-X Nanterre.

## Biographie
Serge Chauvin naît en 1966.
Ancien élève de l'École normale supérieure, agrégé d'anglais, il enseigne à l'Université Paris-X Nanterre où il est professeur des universités en littérature et cinéma américains. Il coanime le CICLAHO, Groupe de recherche sur le cinéma classique hollywoodien.
Critique de cinéma, il a collaboré au magazine Les Inrockuptibles puis à La Nouvelle Revue française.
Il est auteur de plusieurs articles sur le cinéma et le roman américain contemporain.
Il a traduit de nombreux ouvrages, notamment de Jonathan Coe, Richard Bausch, Steven Wright, Paul West, Colson Whitehead, Zadie Smith et Richard Powers (L'Arbre-monde, prix Pulitzer de la fiction 2019, puis sa suite Sidérations).

## Publications
- L'écran de la conscience : le film, modèle et matrice de la fiction chez Pynchon, Coover, DeLillo, Université Paris - Sorbonne, 1996
- Dracula : l'œuvre de Bram Stoker et le film de F. F. Coppola, avec Claire Bazin, Éditions du Temps, 2005
- Les Trois Vies des Tueurs. Siodmak, Siegel et la fiction, Rouge profond, 2010

## Récompense
- Prix Maurice-Edgar Coindreau 2009 de la meilleure traduction de l'anglo-saxon pour sa traduction de Apex, ou le cache-blessure de Colson Whitehead (Gallimard).